# Jan Teodor Wittelsbach
Jan Teodor Wittelsbach (ur. 3 września 1703 Monachium, zm. 27 stycznia 1763 Ratyzbona) – książę bawarski, biskup Ratyzbony od 1719, Freising od 1727, Liège od 1744, kardynał od 1743 roku.

## Życiorys
Był synem księcia elektora Bawarii Maksymiliana II Emanuela i Teresy Kunegundy z Sobieskich. Jego dziadkami byli: Ferdynand Maria Wittelsbach i Henrietta Adelajda Sabaudzka oraz król Polski Jan III Sobieski i Maria Kazimiera d'Arquien.
W wieku 16 lat został biskupem Ratyzbony jako następca swojego brata Klemensa Augusta, którego przeniesiono na biskupstwo Monastyru i Paderborn. W 1727 roku został biskupem Fryzyngi, trzy lata później otrzymał tytuł biskupa Liège. W czasie konsystorza zwołanego przez papieża Benedykta XIV w 1743 roku został mianowany kardynałem in pectore. Jego oficjalna nominacja została ogłoszona w czasie konsystorza 1746 roku. Otrzymał wtedy tytuł kardynała prezbitera San Lorenzo in Panisperna.
W 1761 roku następny papież, Klemens XIII, nie wyraził zgody na nominację Jana Teodora na arcybiskupa Kolonii z powodu skandalicznego stylu życia.